# De Pijp
De Pijp est un quartier de la capitale néerlandaise Amsterdam, situé dans le district de Zuid. Le quartier abrite une population aux origines diverses, avec la présence de nombreux habitants immigrés. Depuis quelques années, De Pijp devient un quartier en vogue, attirant à la fois artistes, étudiants et populations aisées.

## Histoire

### Construction

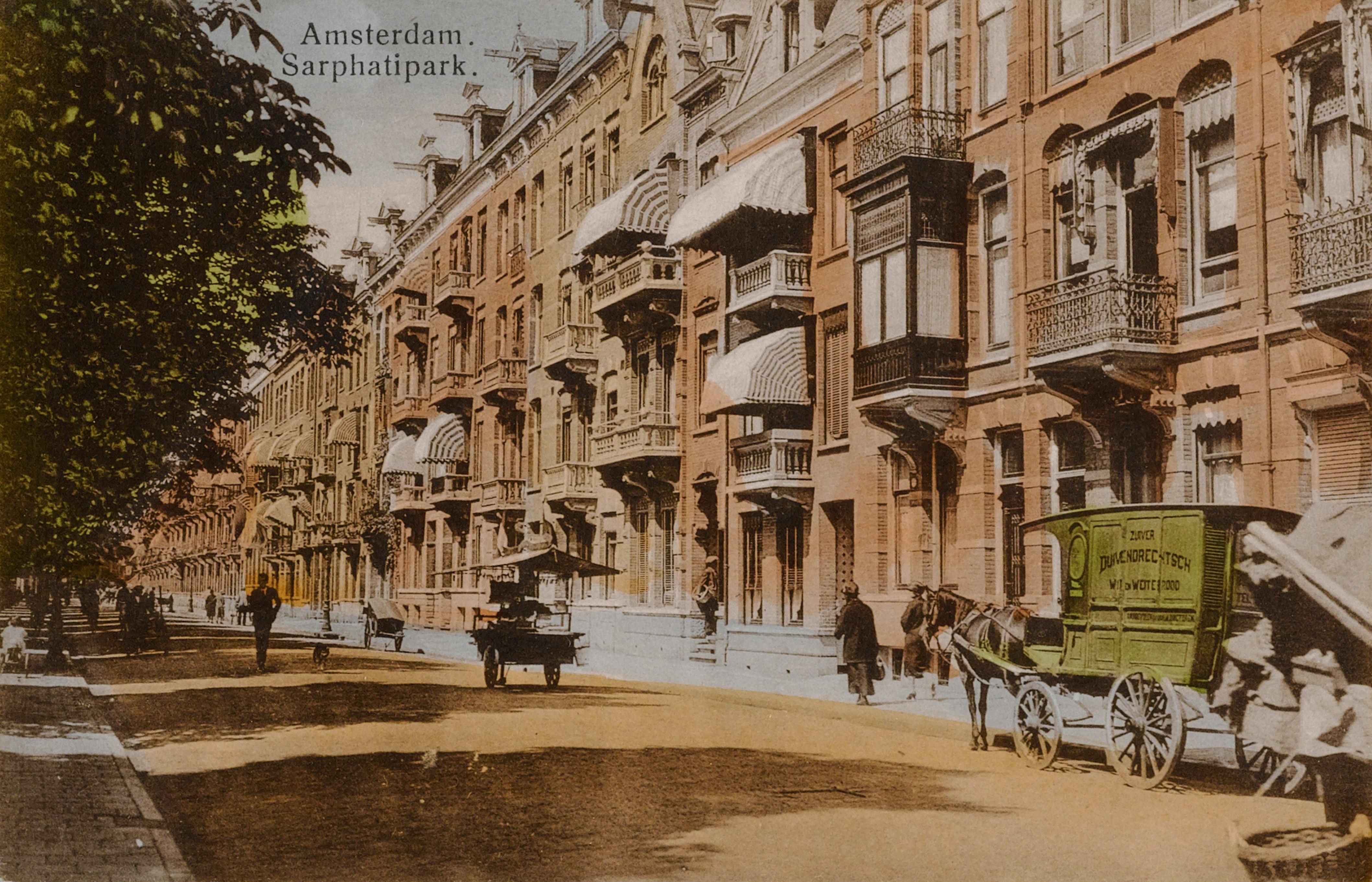
De Pijp en 1927.

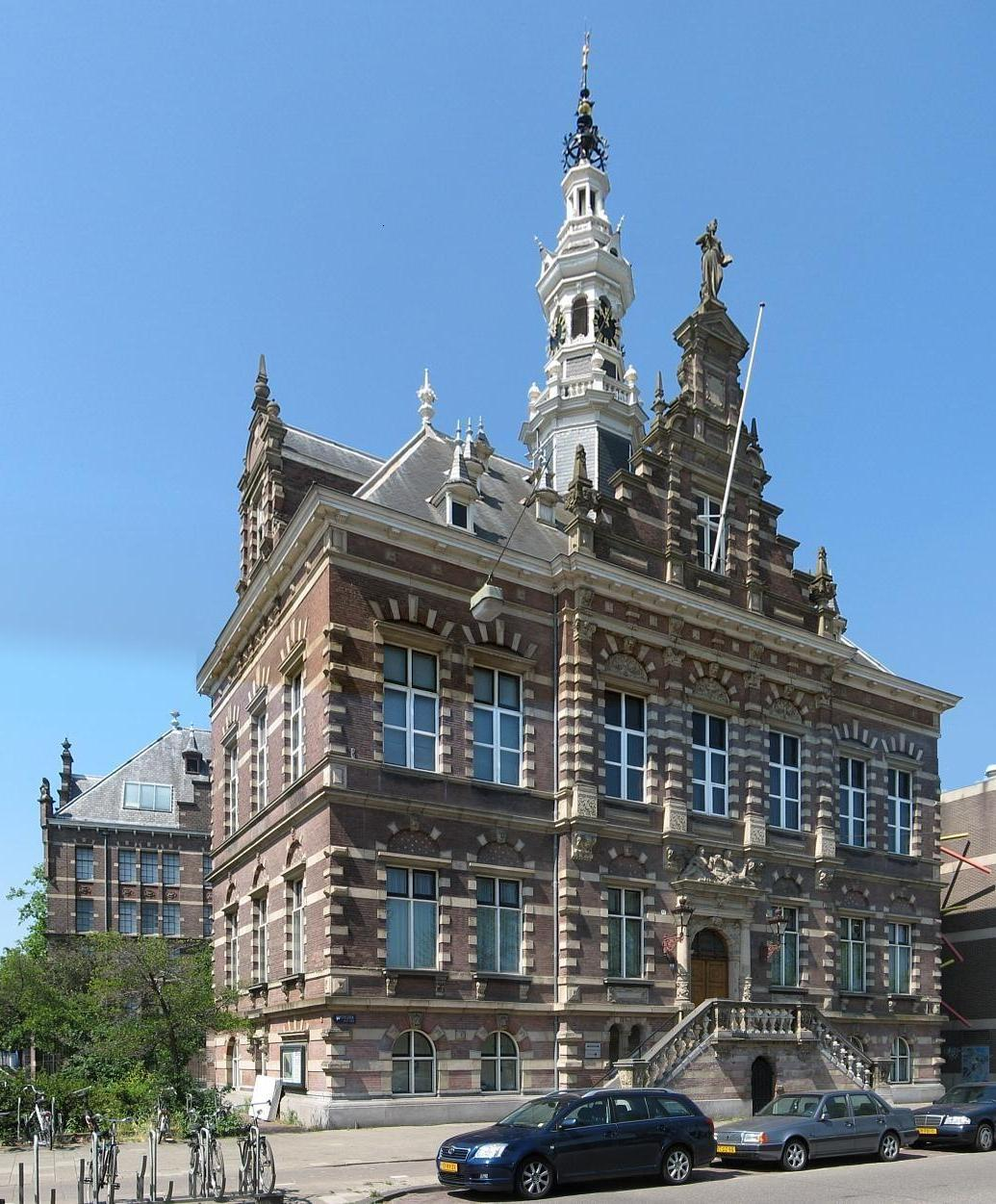
Hôtel de ville de l'ancienne commune de Nieuwer-Amstel.

La construction de ce quartier commence à la fin du XIXe siècle, au sud du centre d'Amsterdam, pour faire face à une forte augmentation de la population amstellodamoise. Les premiers habitants sont des ouvriers. Ils donnent son nom au quartier : De Pijp, signifiant « le tuyau » en français. La forte augmentation de la population des villes dans les années 1920 et 1930 n'épargne pas Amsterdam. Le quartier achève donc son urbanisation au sud, zone parfois appelée « nouveau Pijp » et dont l'architecture typique de l'époque est marquée par l'École d'Amsterdam.

### Temps récents

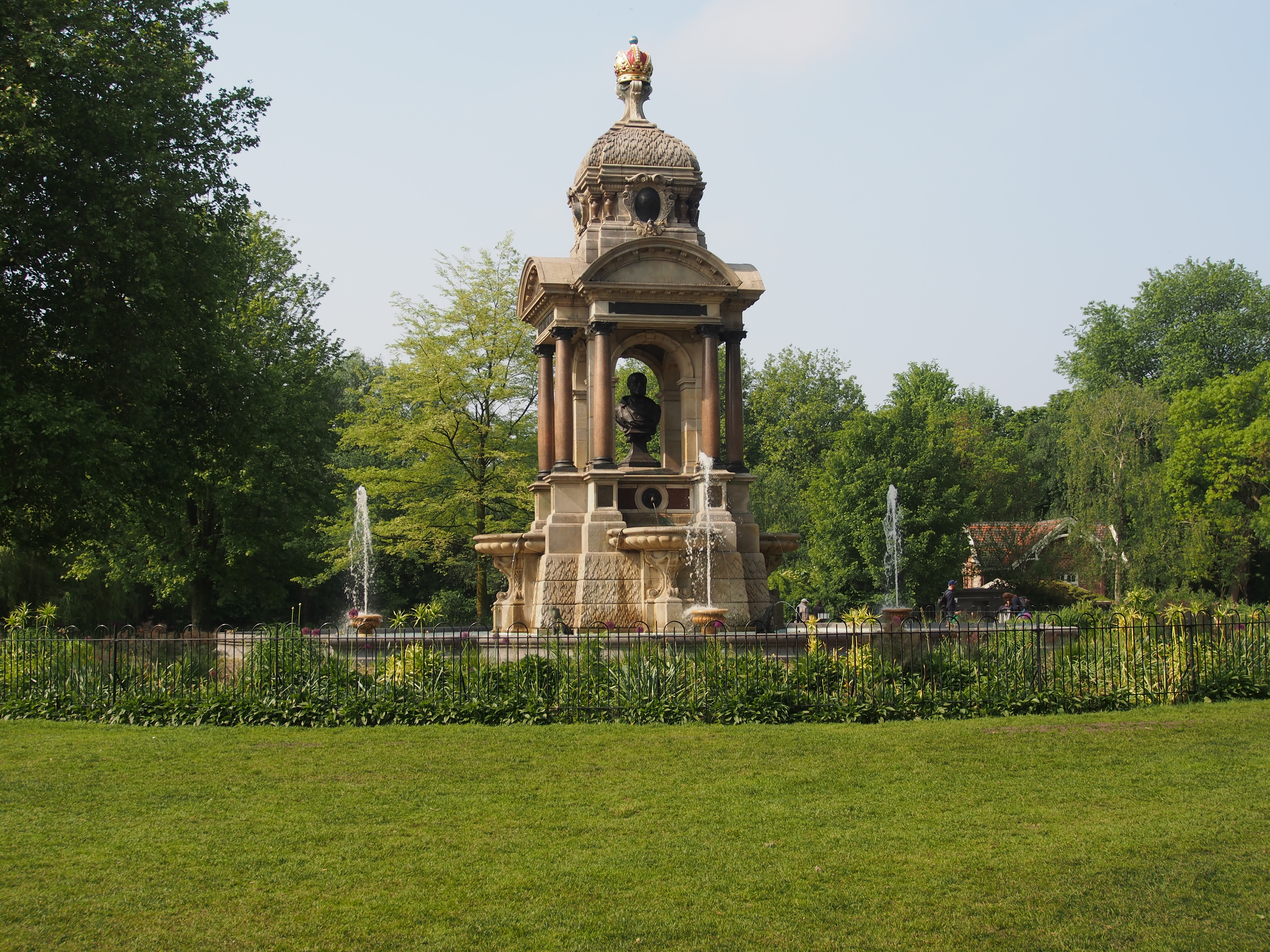
Le Sarphatipark, au cœur du quartier.

Après la Seconde Guerre mondiale, de nombreux immigrants, issus des anciennes colonies néerlandaises, s'installent dans le quartier. Ces dernières années, le quartier de De Pijp attire une nouvelle vague d'artistes, faisant naître de nombreux ateliers et cafés.
Une partie de la communauté homosexuelle d'Amsterdam y élit également domicile. De Pijp reste un quartier cosmopolite avec la présence d'immigrants originaires de la Turquie, du Suriname, du Maroc ou d'ailleurs dans le monde, mais aussi beaucoup d'Occidentaux non-néerlandais. De nombreux étudiants y résident également pour éviter les loyers élevés du centre de la capitale.

## Géographie et organisation

### Localisation
Le quartier se trouve dans l'ancien arrondissement d'Amsterdam Oud-Zuid, au sud du centre historique. Au nord, il est délimité par le Singelgracht et l'avenue qui le longe, le Stadhouderskade, qui constitue la frontière avec le district de Centrum. De Pijp se situe immédiatement au sud du siège de la Banque des Pays-Bas.
À l'est, le fleuve Amstel forme la limite avec l'ancien arrondissement d'Oost-Watergraafsmeer, tandis qu'à l'ouest, le canal des paysans (Boerenwetering) et le Ruysdaelkade, forment la limite avec le quartier des musées (Museumkwartier). Au sud, le canal de l'Amstel et le quai Joseph Israël forment la limite avec le Rivierenbuurt. L'église de la Paix (Vredesekerk) se trouve au sud du quartier, dans le prolongement de la Pijnackerstraat.

### Axes de circulation
Le quartier de De Pijp est traversé par plusieurs axes de circulation importants comme Ferdinand Bolstraat et Van Woustraat qui suivent un tracé nord-sud, tandis que le Ceintuurbaan le traverse selon un axe est-ouest. Le Sarphatipark en constitue le principal espace vert. Les places Marie Heinekenplein, située derrière le Heineken Experience, ainsi que Gerard Douplein sont réputées pour leur vie nocturne et leurs restaurants.

## Culture

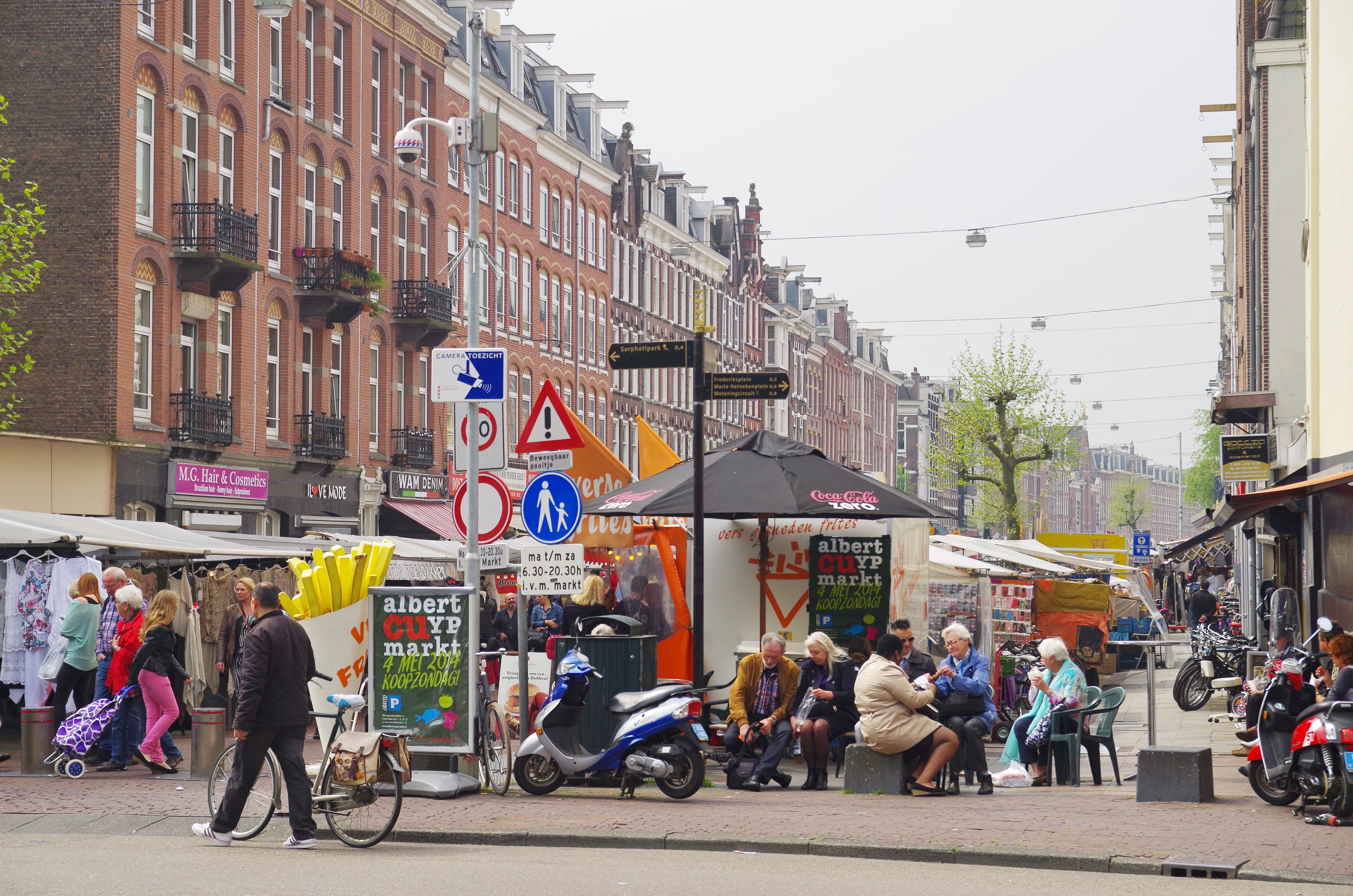
Albert Cuypmarkt.

De Pijp est surnommé le quartier latin d'Amsterdam de par sa diversité et son mélange de cultures. Presque toutes les rues du quartier portent le nom de peintres classiques néerlandais. Beaucoup de manifestations culturelles sont organisées, notamment dans des galeries.
De Pijp est également réputé pour ses bars en tous genres, particulièrement autour de la Marie Heinekenplein. Des restaurants gastronomiques apparaissent et sont de plus en plus nombreux. À lui seul, le Pijp rassemble un pourcentage de l'offre en cafés et restaurants des Pays-Bas[réf. souhaitée]. S'y trouve également le fameux Albert Cuypmarkt, marché nommé d'après la rue Albert Cuyp, plus grand marché à ciel ouvert du pays, avec plus de 300 présentoirs. Le musée Heineken Experience se trouve également dans le quartier, au nord, bordant le Stadhouderskade.